# Klinikverbund Südwest
Die Klinikverbund Südwest gGmbH mit Sitz im baden-württembergischen Böblingen ist einer der größten kommunaler Gesundheitskonzerne im Südwesten. Träger sind die beiden Landkreise Böblingen und Calw.

## Geschichte
Der Klinikverbund Südwest entstand 2006 durch Zusammenlegung der Kreiskrankenhäuser Böblingen, Herrenberg und Leonberg und der Geriatrischen Reha-Klinik des Kreises Böblingen, der beiden Kreiskrankenhäuser Calw und Nagold des Kreises Calw, des Städtischen Krankenhauses Sindelfingen und dem zum Städtischen Krankenhaus gehörenden ambulanten Therapiezentrum in Sindelfingen. Der Impuls zu der Zusammenlegung ging hierbei vom Klinikum Sindelfingen aus, Anlass war verstärkter Wettbewerbsdruck sowie der bundesweite Trend zur Zusammenlegung von Krankenhäusern. Zum Zeitpunkt der Gründung verfügten die Häuser des Klinikverbundes über insgesamt 2.000 Betten.
Der Verbund erwirtschaftete 2010 einen Gewinn in Höhe von mehr als 2 Millionen Euro, im Folgejahr stieg der Betrag auf mehr als zehn Millionen. In den Jahren 2012, 2013, 2015 und 2016 war die Bilanz negativ. Im Jahr 2018 betrug der Gewinn knapp 200.000 Euro. Die langfristige Erhaltung aller Klinikstandorte ist politisch vorgegebenes Ziel. Dies ermöglicht rund 540.000 Menschen eine wohnortnahe medizinische Versorgung. Alle Häuser sind medizinisch und personell so ausgestattet, dass sie zumindest Notfallmaßnahmen und Maßnahmen in den wichtigsten Behandlungsgebieten leisten können. Überall gibt es eine Notaufnahme mit 24-Stunden-Dienst und Abteilungen für innere Medizin, Chirurgie, Intensivmedizin, Radiologie, Anästhesie und Labormedizin.
Ab 2016 wurde der Verbund von einer Doppelspitze in der Geschäftsführung geleitet. Im Oktober 2016 hatte der Arzt und langjährige Klinikmanager (vorher Alb Fils Kliniken) Jörg Noetzel die Position des medizinischen Geschäftsführers und Vorsitzenden der Geschäftsführung übernommen. In diese Zeit fielen zahlreiche Projekte, wie die Neufirmierung der verbundweiten Medizinstrategie, diverse intersektorale Campusprojekte, die Weiterentwicklung der Klinikbauprojekte mit ~900 Mio. € Bauvolumen, die Fortsetzung der wirtschaftlichen Konsolidierung und wegweisende Personalentwicklungsprojekte wie die überregional beachtete Akademisierung der Pflege.
Seit 1. Dezember 2022 hat Alexander Schmidtke, zuvor tätig als Hauptgeschäftsführer bei den Regiomed-Kliniken, die Geschäftsführung des Klinikverbund Südwest übernommen. Damit folgt er auf Martin Loydl, der als kaufmännischer Geschäftsführer seit 2016 den Verbund, zwischenzeitlich gemeinsam mit dem ehemals medizinischen Geschäftsführer Jörg Noetzel, leitete.
Innerhalb des Klinikverbunds wurden über die Standorte hinweg individuelle medizinische Schwerpunktzentren für besondere Erkrankungen gebildet. In diesen wird von Ärzten verschiedener Bereiche von der Diagnose über die Fallbesprechungen bis hin zur Festlegung des Behandlungskonzeptes interdisziplinär zusammengearbeitet. Beispiele hierfür sind die zertifizierten Darmzentren in Böblingen und Nagold, das Gefäßzentrum in Leonberg, die Wundzentren in Herrenberg und Leonberg, die Herzzentren in Calw und Sindelfingen oder das Krebszentrum am Klinikum Sindelfingen-Böblingen. Patienten können grundsätzlich zunächst aber jedes Krankenhaus aufsuchen und werden von dort aus bei Bedarf in das jeweils geeignete Zentrum im Klinikverbund verlegt.

## Zertifizierung und Auszeichnungen
Der Klinikverbund Südwest beteiligt sich an zahlreichen nationalen und internationalen Qualitätssicherungsprojekten. Alle Kliniken des Verbundes partizipieren beispielsweise an der Aktion Saubere Hände und wurden mehrfach für Konzipierung und Realisierung von Konzepten der Händehygiene ausgezeichnet. Die Krankenhäuser in Herrenberg. Calw, Leonberg, in Sindelfingen und in Nagold wurden hierbei in den Jahren 2015, 2016, 2018 und 2019 mit der Wertung „Bronze“ ausgezeichnet. Die Darmzentren in Böblingen und Nagold sind durch den TÜV und Deutsche Krebsgesellschaft zertifiziert. Ein jährliches Audit des durch die Deutsche Krebsgesellschaft beauftragten Instituts OnkoZert gewährleistet hierbei bleibende Qualität. Zuvor gab es in Baden-Württemberg nur vier solcher Zentren. Die Brustzentrum der Klinik für Frauenheilkunde in Böblingen und das Kreiskrankenhaus Calw sind ebenfalls zertifiziert.
Das Krankenhaus Leonberg in Leonberg ist durch die Deutsche Gesellschaft für Gefäßchirurgie und Gefäßmedizin als eine der wenigen Kliniken in Baden-Württemberg als Gefäßzentrum zertifiziert. In solchen zertifizierten Zentren arbeitet nicht mehr ein Arzt alleine das Behandlungskonzept aus; es muss stattdessen in interdisziplinären Sitzungen darüber entschieden werden. Dabei werden auch niedergelassene Ärzte eingebunden. Die Brustzentrum der Klinik für Frauenheilkunde in Böblingen und das Kreiskrankenhaus Calw sind ebenfalls zertifiziert. Das Kreiskrankenhaus Calw ist mit dem Zertifikat „Babyfreundliches Krankenhaus“ ausgezeichnet wurden. Ebenfalls als „babyfreundlich“ zertifiziert sind die Klinik in Leonberg und die geburtshilfliche Abteilung in Herrenberg. Mit diesem Zertifikat, das in Deutschland von der Initiative Babyfreundlich im Auftrag der WHO und der UNICEF vergeben wird, sind inzwischen bundesweit über 100 Häuser ausgezeichnet worden. Kriterien sind die der Schutz und die Förderung des Verhältnisses zwischen Mutter und Kind unter den Aspekten „Bindung“, „Entwicklung“ und „Stillen“ (B.E.St.-Konzept).

## Einzelne Krankenhäuser
Der Klinikverbund Südwest einer der größten kommunalen Versorger deutschlandweit. Der Verbund sichert die medizinische Versorgung von 550.000 Einwohnern. An den fünf Standorten sind insgesamt 5.000 Mitarbeiter beschäftigt. Die beteiligten Kliniken verstehen sich als Netzwerk.

### Klinikum Sindelfingen-Böblingen
Das Klinikum Sindelfingen-Böblingen ist seit 2006 ein Plankrankenhaus mit zwei Standorten. Es entstand aus der Fusion des Städtischen Krankenhauses Sindelfingen mit dem Kreiskrankenhaus Böblingen. Gemeinsam bilden sie ein Klinikum mit interdisziplinären Schwerpunkten. In beiden Häusern werden die Standardeinrichtungen wie die Notfallmedizin, Anästhesie- und Intensivmedizin, Labor und Radiologie parallel vorgehalten. Hinzu kommen standortbezogen Kompetenzzentren, in denen verschiedene medizinische Bereiche interdisziplinär zusammenarbeiten. Das Klinikum unterhält ab 1. Januar 2009 710 Betten. Das Klinikum Sindelfingen-Böblingen ist akademisches Lehrkrankenhaus der Universität Tübingen.
Sindelfingen  ist ein Haus der Zentralversorgung. Hier ist das Herzzentrum mit zwei Linksherzkathetermessplätzen konzentriert, die Klinik für Blutkrebserkrankungen, das Zentrum für Nieren- und Bluthochdruckerkrankungen, die Neurologie mit Schlaganfall-Einheit, die Urologie sowie die Unfallchirurgie und die Orthopädie.
Böblingen  ist ebenfalls ein Haus der Zentralversorgung. Schwerpunktzentren sind das Bauch- und das Zertifizierte Darmzentrum sowie das Zertifizierte Interdisziplinäre Brustzentrum. Es gehört zu der Klinik für Frauenheilkunde, die einen besonderen Schwerpunkt auf minimalinvasive Operationsverfahren legt. Ebenso gehört die Geburtshilfe dazu. Sie ist zusammen mit der Neonatologie der Klinik für Kinder- und Jugendmedizin als Perinatalzentrum ausgewiesen, das drittgrößte in Baden-Württemberg. Die Praxis für Strahlentherapie auf dem Krankenhausgelände ist ein wichtiger Baustein in der interdisziplinären Versorgung der Krebspatienten. In das Klinikgebäude wurden in den letzten acht Jahren 50 Millionen Euro investiert.
Auf dem Flugfeld Böblingen-Sindelfingen  entsteht seit 2020 ein neuer zentraler Standort, der ungefähr 2025 eröffnet werden soll und die beiden bisherigen Standorte in Sindelfingen und Böblingen ersetzen soll. Die bisherigen Standorte sollen danach neu entwickelt werden.

### Kliniken Calw
Gemeinsam mit dem Schwesternhaus in Nagold deckt Calw  die klinische Versorgung des Landkreises ab. Calw ist ein Haus der Regelversorgung. Das Leistungsspektrum mit den Kliniken für Unfall- und Wiederherstellungschirurgie, Innere Medizin und Kardiologie, Anästhesie und Intensivmedizin, Radiologie und den Belegabteilungen Frauenheilkunde und Geburtshilfe sowie Hals-, Nasen-, Ohren- und Augenheilkunde wird 2008 um die Abteilung für Neurologie erweitert. Das Calwer Herzzentrum besitzt einen Linksherzkatheter-Messplatz.

### Kliniken Nagold
Das Krankenhaus  wurde am 1. Oktober 1977 in Betrieb genommen. Gemeinsam mit dem Krankenhaus Calw deckt es die klinische Versorgung der Bewohner des Landkreises ab. Nagold ist ein Krankenhaus der Regelversorgung. Mit den Kliniken für Innere Medizin mit Gastroenterologie und Kardiologie, Allgemein-, Viszeral- und Gefäßchirurgie sowie der Anästhesie, Urologie und Intensivmedizin ist das Nagolder Krankenhaus breit aufgestellt. Kliniken für Radiologie und Nuklearmedizin sowie die Belegabteilung für Frauenheilkunde mit Geburtshilfe ergänzen das Leistungsspektrum. Seit Mitte November 2010 steht der Bevölkerung im Krankenhaus Nagold ein Linksherzkatheter zur Verfügung. Damit hält das Kreisklinikum Calw-Nagold an jedem Standort eine 24h-Notfallversorgung für Herzinfarktpatienten vor.

### Krankenhaus Leonberg
Das Krankenhaus Leonberg  wurde im Sommer 1968 als Krankenhaus der Grund- und Regelversorgung in Y-Bauform fertiggestellt. In seiner 40-jährigen Geschichte wurde es immer wieder modernisiert und erweitert. Das Einzugsgebiet erstreckt sich bis in die Landkreise Ludwigsburg und Enzkreis sowie in die westlichen Stadtteile von Stuttgart. Das Zentrum für Gefäßchirurgie hat einen Einzugsbereich weit über die Altkreisgrenzen hinaus. Die Ärzte des Krankenhauses Leonberg beteiligen sich sowohl beim bodengebundenen Rettungsdienst (1.800 Notarzt-Einsätze), als auch in der Luftrettung (1.000 Einsätze/Jahr, Christoph 41).
Es ist als regionales Traumazentrum für die Behandlung Unfallverletzter zertifiziert. Der Rettungshubschrauber Christoph 41 der DRF Luftrettung ist am Klinikum stationiert. Parallel sind Landungen des Intensivtransporthubschraubers  möglich. 1 Schockraum mit direkter radiologischer Diagnostik steht zur Verfügung. Ein Computertomograph (CT) und Magnetresonanztomograph (MRT) erlauben zu jeder Zeit eine sehr rasche Bildgebung in der Notfallsituation.
In direkter räumlicher Nähe zur ZNA befindet sich die Intensivstation und IMC mit engmaschigem Monitoring der Kreislaufparameter und zur weiteren Therapie wie z. B. der nicht invasiven Beatmung.
Nach der Diagnostik und Erstbehandlung in der ZNA schließen sich weitere Schritte an. Neben der Planung eines stationären Aufenthaltes zur weiteren Diagnostik und Therapie werden auch direkt notwendige Akutmaßnahmen über die Zentrale Notaufnahme veranlasst. Dazu gehören z. B. Notoperationen oder andere akut notwendige Prozeduren wie z. B. Koronarangiographien (Herzkatheteruntersuchungen bei Herzinfarkten), Notfall-Endoskopien (Magen-/Darmspiegelungen mit Blutungsstillung) oder Spiegelungen der Gallenwege.

### Krankenhaus Herrenberg
In der Klinik  für Frauenheilkunde werden alle gängigen Operationen durchgeführt. Die übrigen Kliniken sind in Schwerpunktgebiete aufgegliedert. Dabei ist die Innere Medizin in die Schwerpunkte Gastroenterologie und Kardiologie, die Chirurgische Klinik in die Allgemein- und Viszeralchirurgie sowie in die Unfall- und Wiederherstellungschirurgie aufgeteilt.

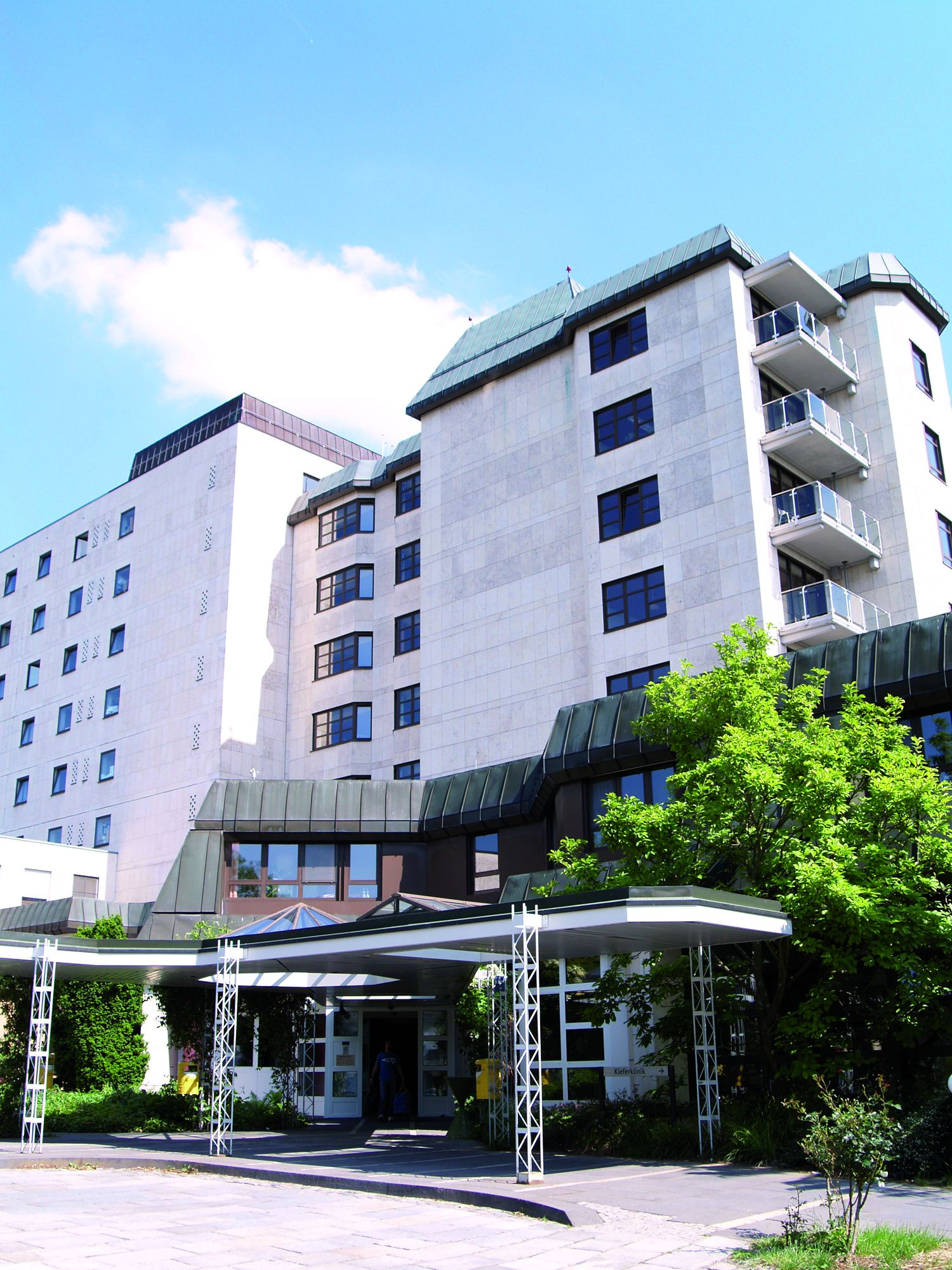
Kliniken Sindelfingen
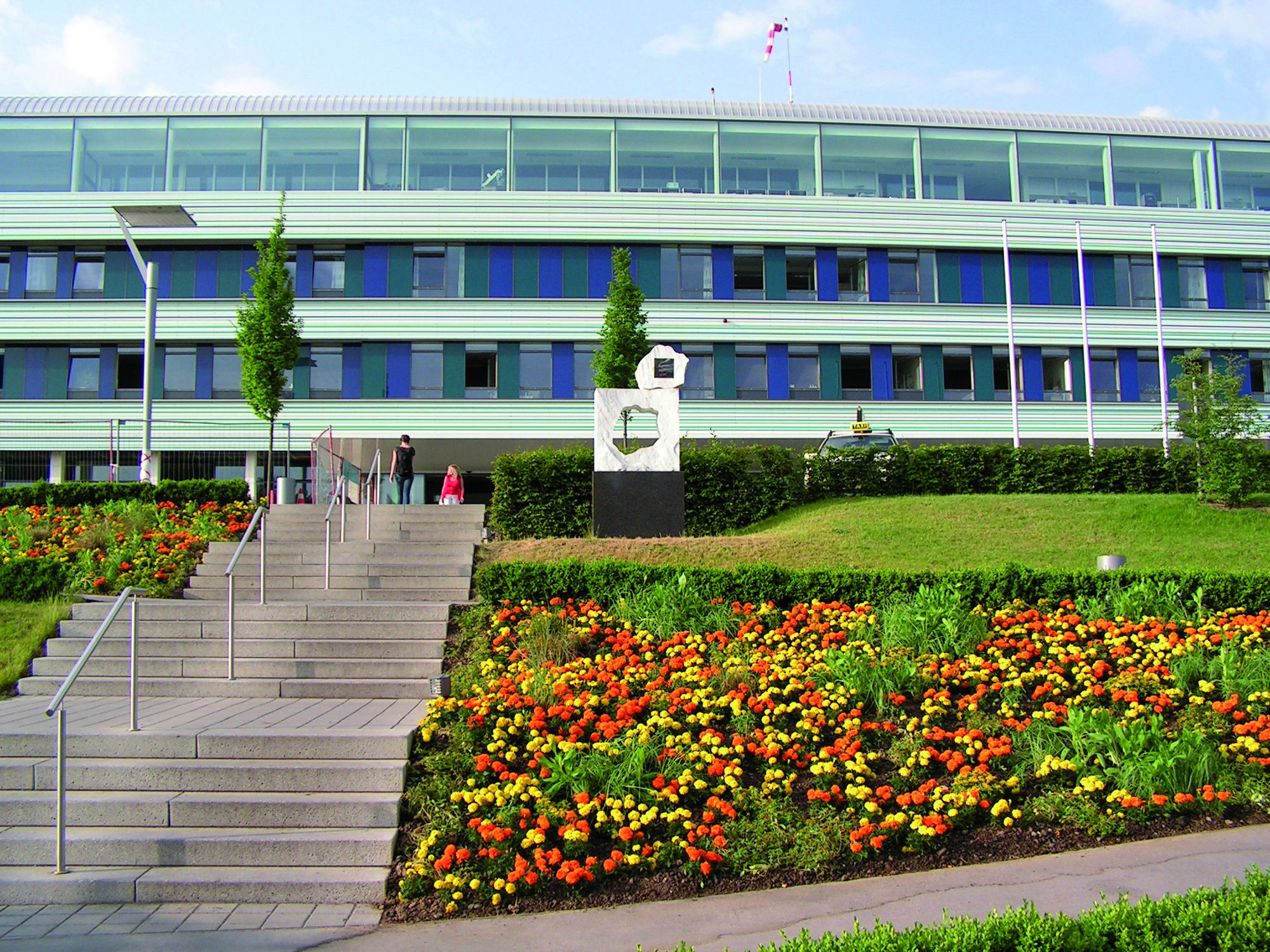
Kliniken Böblingen
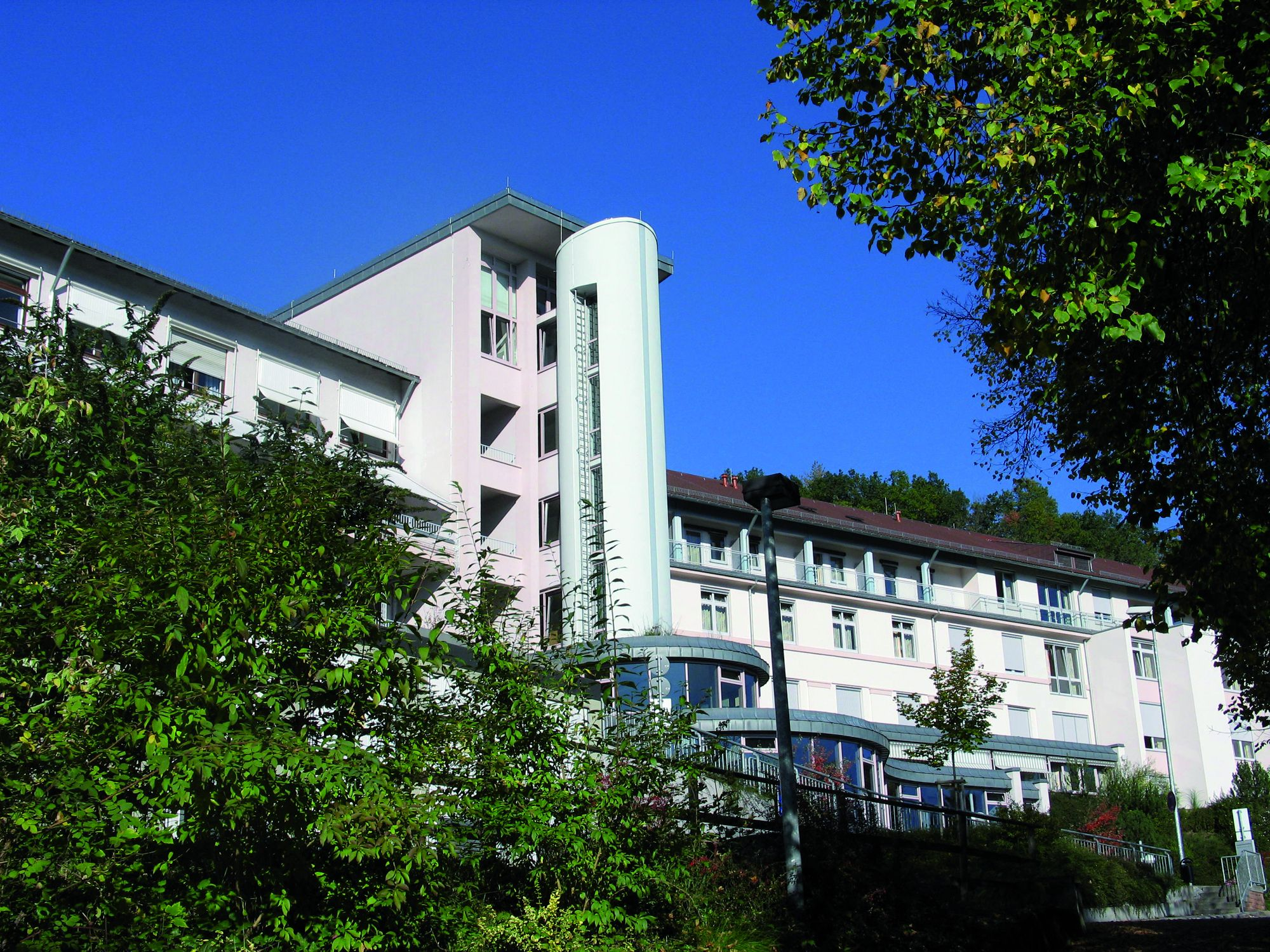
Kliniken Calw
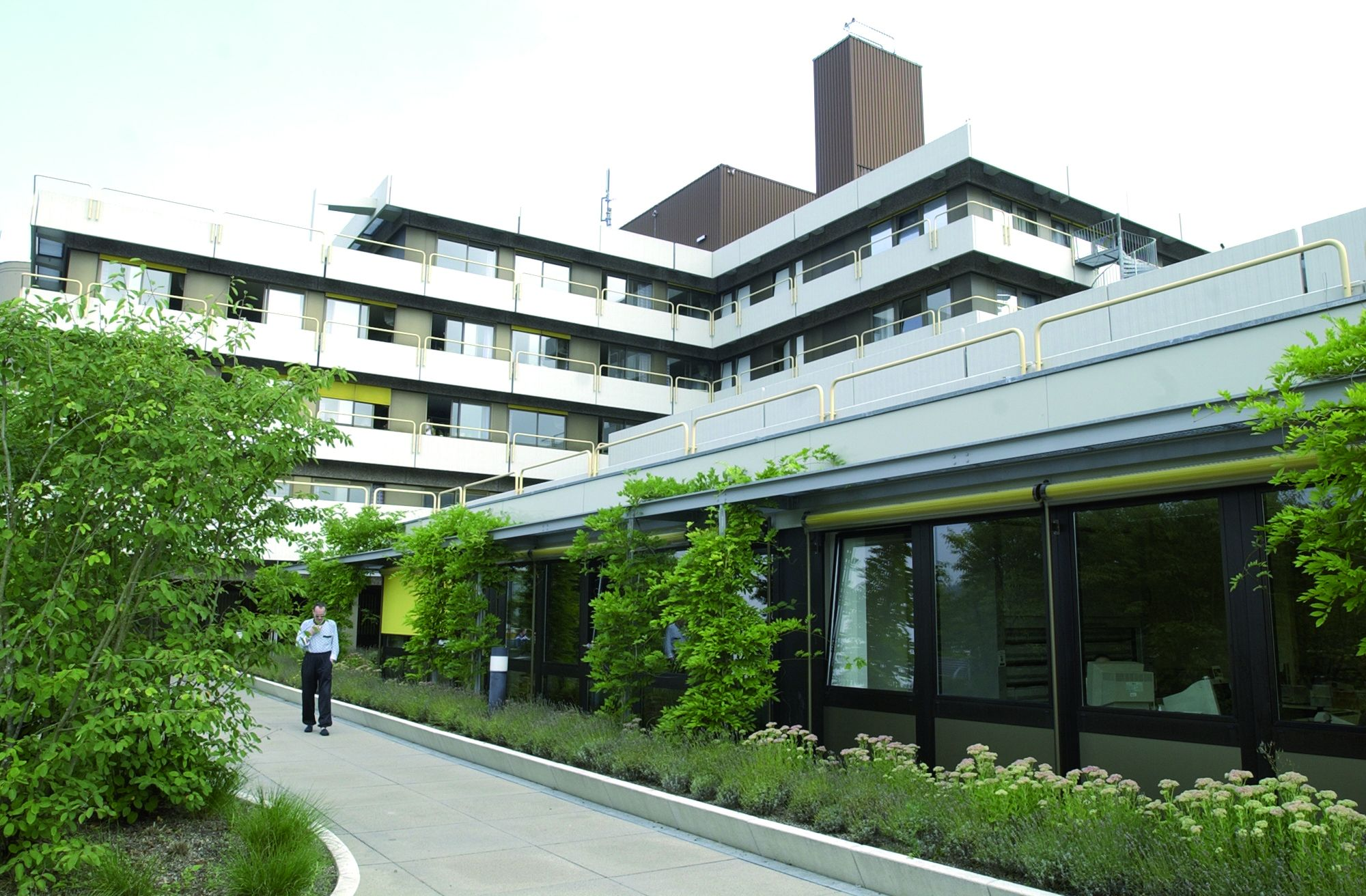
Kliniken Nagold
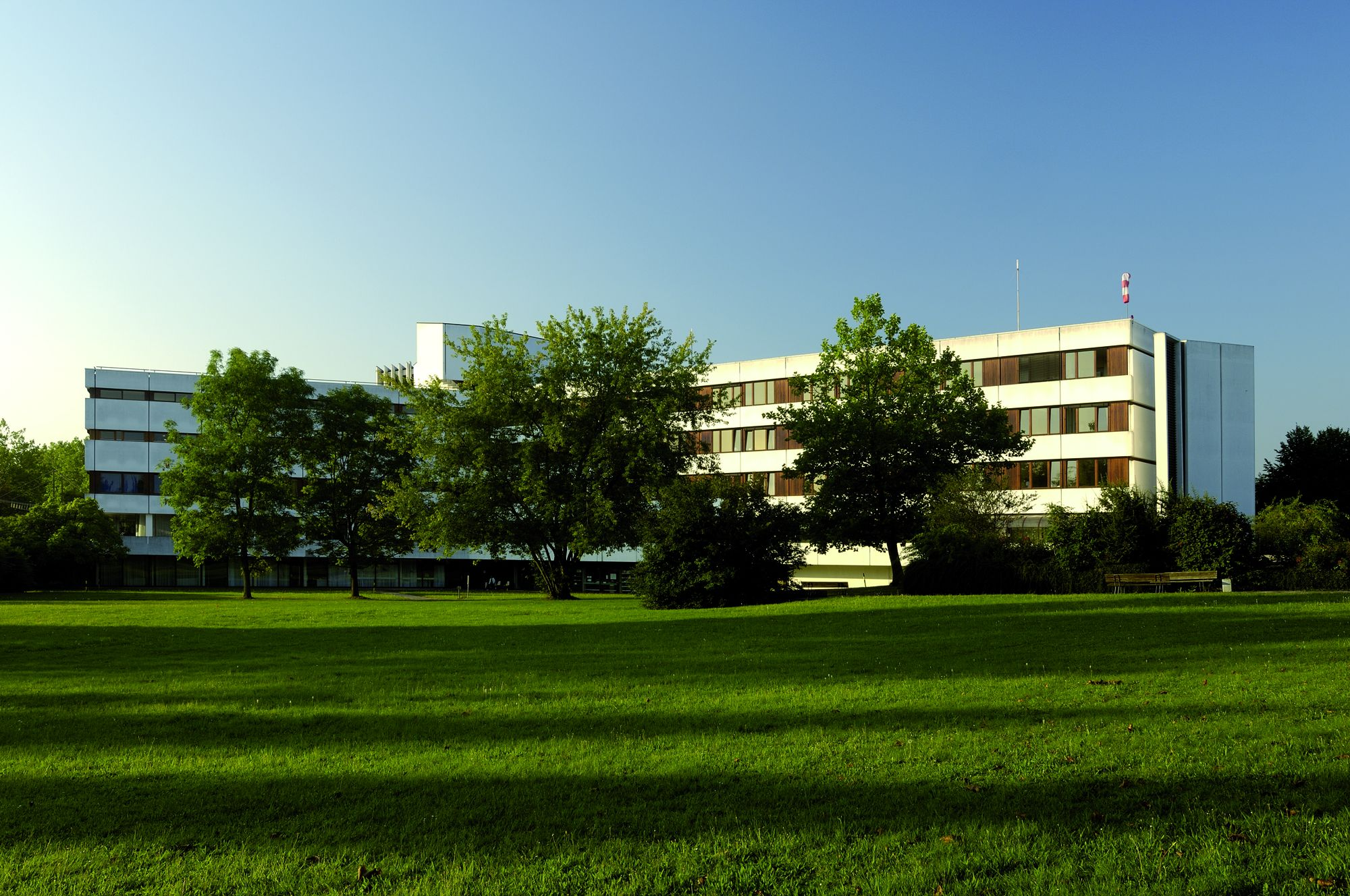
Krankenhaus Leonberg
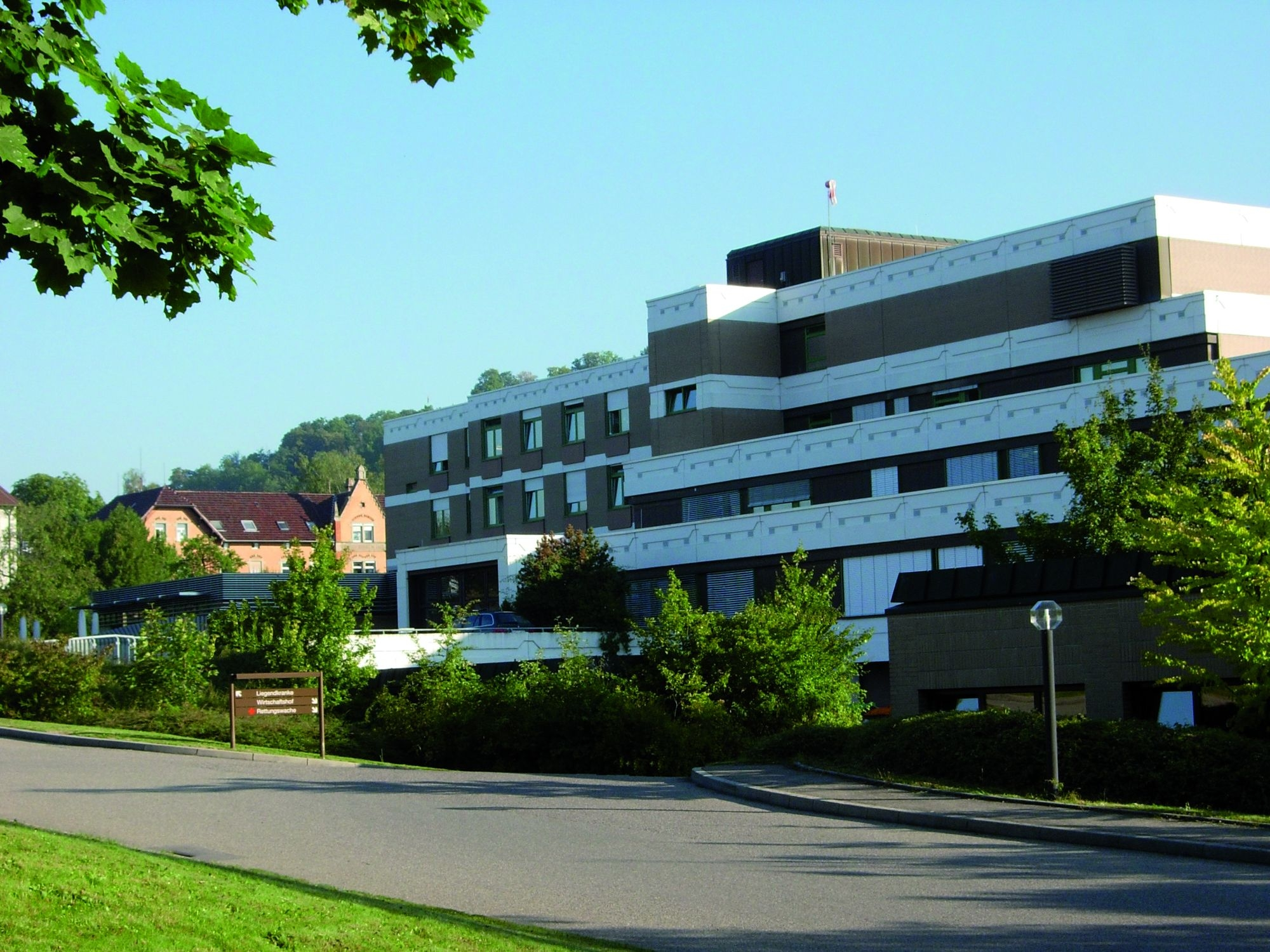
Krankenhaus Herrenberg

## Weitere Einrichtungen im Klinikverbund Südwest

### Reha-Klinik
Die Reha-Klinik für Altersmedizin ist baulich eng mit den Kliniken Böblingen verbunden. Hier werden ältere Patienten nach schwerer Krankheit auf das Leben zu Hause vorbereitet und bekommen eine individuell auf ihre Bedürfnisse zugeschnittene Therapie. Neben spezieller Krankengymnastik, physikalischer Therapie in einem eigenen Fitness-Studio, Ergotherapie und Logopädie stehen beispielsweise auch Beratungen und Gespräche mit Psychologen und Seelsorgern auf dem Programm. Angehörige werden, soweit möglich aktiv in den Rehabilitationsprozess eingebunden, damit der Behandlungserfolg zu Hause anhält. Es gibt einen Therapiegarten.

### Therapiezentrum
Das Therapiezentrum bietet seine Leistungen an den jeweiligen Regionalkrankenhäusern und außerhalb des Verbundes an. Es gehört erst seit Herbst 2007 zum Verbund.

### Gesundheitszentrum
Am 1. Juli 2008 hat das Klinikum Sindelfingen-Böblingen in Abstimmung und mit der Unterstützung der niedergelassenen Ärzte ein neues Medizinisches Versorgungszentrum gegründet. In diesem können ambulant radiologische, pathologische und labormedizinische Leistungen in Anspruch genommen werden. Es wurden dazu zwei radiologische Praxen übernommen und eine Praxis eines Labormediziners gegründet.

### Die Service GmbH Schwarzwald
Die Service GmbH Schwarzwald ist eine Tochter des Klinikverbundes, die zentral Dienstleistungen in den Bereichen Hauswirtschaft, Reinigung, Versorgung und Gastronomie anbietet.
Das zentrale Küchen- und Versorgungszentrum auf dem Stammheimer Feld in Calw mit einem Investitionsvolumen von rund 10 Millionen Euro ersetzt mit einer Großküche auf ca. 15.000 Quadratmeter die bisherigen Standortküchen. Rund 1,8 Millionen tablettierte Essen werden dort für alle Klinikstandorte hergestellt.

### Medizinische Kompetenzzentren
Der Klinikverbund hat für spezielle oder seltene Erkrankungen besondere Schwerpunktezentren an seinen Regionalkrankenhäusern gebildet. In einem Schwerpunktzentrum widmen sich Mediziner verschiedener Disziplinen in interprofessioneller Zusammenarbeit mit stationären und ambulanten Pflegekräften der Versorgung von Patienten mit bestimmten Diagnosen. Hinzu kommt eine koordinierte Überleitung vom stationären in den ambulanten Sektor unter Einbindung spezialisierter Weiterversorger, beispielsweise in die Reha-Maßnahme. Es gibt insgesamt über 20 Zentren an fünf Standorten.
- Gefäßzentren gibt es an den Standorten Leonberg, Nagold und Sindelfingen. Das Leonberger Zentrum wurde im Jahr 2010 durch die Deutsche Gesellschaft für Gefäßchirurgie (DGG) zertifiziert und steht unter der Leitung von Joachim Quendt. Im Standort Nagold arbeiten Mediziner und Pflegekräfte aus den Fachbereichen Gefäßchirurgie, Radiologie, Innere Medizin und Kardiologie zusammen. Das Zentrum in Sindelfingen ist ein Shuntzentrum, in dem Dialyse-Patienten betreut werden.
- Jeweils eine Chest Pain Unit, in der Patienten mit akuten Brustschmerzen zur Abklärung von Herzinfarkt oder anderen kardiologischen Vorfällen versorgt werden, gibt es an den Standorten Calw und Nagold. Die Nagolder Klinik hat vier Überwachungsplätze und wurde 2013 durch die Deutsche Gesellschaft für Kardiologie zertifiziert.
- Das Muskuloskeletale Zentrum in Sindelfingen wird von einem Unfallchirurgen in Zusammenarbeit mit einem Orthopäden geleitet. Das Zentrum widmet sich der Versorgung von Menschen mit Erkrankungen von Muskeln, Gelenken und Skelett.
- Im Endozentrum in Sindelfingen versorgt ein 14-köpfiges Ärzteteam Patienten, die beispielsweise Hüftprothesen oder anderen Gelenkersatz benötigen.
- Darmkrebszentren sind in den Standorten Böblingen und Nagold angesiedelt. Sie widmen sich verstärkt der Krebsvorsorge und gehen auf ein bereits im Jahr 2005 gegründetes Bauchzentrum zurück. In Böblingen gibt es zudem ein Pankreaskarzinomzentrum und ein Magenkrebszentrum und in Nagold ein Prostatakarzinomzentrum und Refluxzentrum, das mit dem MVZ in Nagold zusammenarbeitet. Ein Prostatakarzinomzentrum gibt es ebenfalls in Sindelfingen, darüber hinaus ein Onkologisches Zentrum.
- Für den Bereich der Frauenheilkunde gibt es in Böblingen ein Brustzentrum (u. a. für Krebsvorsorge), ein Interdisziplinäres Beckenboden- und Kontinenzzentrum, sowie ein Perinatalzentrum. Ein Kontinenz- und Beckenbodenzentrum gibt es ebenfalls am Standort Nagold.
- Die Nephrologische Schwerpunktklinik in Sindelfingen ist Kompetenzzentrum für Erkrankungen der Nieren und seit 2018 von der Deutschen Gesellschaft für Nephrologie zertifiziert. Hier werden jährlich 800 Patienten mit Erkrankungen der Nieren behandelt.
- Das Schlaganfallzentrum in Sindelfingen ist eines der älteren Kompetenzzentren des Klinikverbundes. Es wurde 2001 gegründet und letztmals im Jahr 2018 von der Deutschen Schlaganfallgesellschaft zertifiziert. Es besteht eine Kooperation mit der Universität Tübingen und dem Katharinenhospital Stuttgart.
- Das Zentrum für Alterstraumatologie in Sindelfingen ist eines der jüngeren Kompetenzzentren und wurde 2014 als Pilotprojekt gegründet. Es wurde im Jahr 2019 TÜV-zertifiziert.
- Das Zentrum für interdisziplinäre Notfall- und Akutmedizin in Sindelfingen besteht aus der dortigen Zentralen Notaufnahme und den jeweiligen Fachabteilungen der allgemeinen Akutmedizin.